# Minniza elegans
Minniza elegans är en spindeldjursart som beskrevs av Volker Mahnert 1991. Minniza elegans ingår i släktet Minniza och familjen Olpiidae. Inga underarter finns listade i Catalogue of Life.